# Austrått

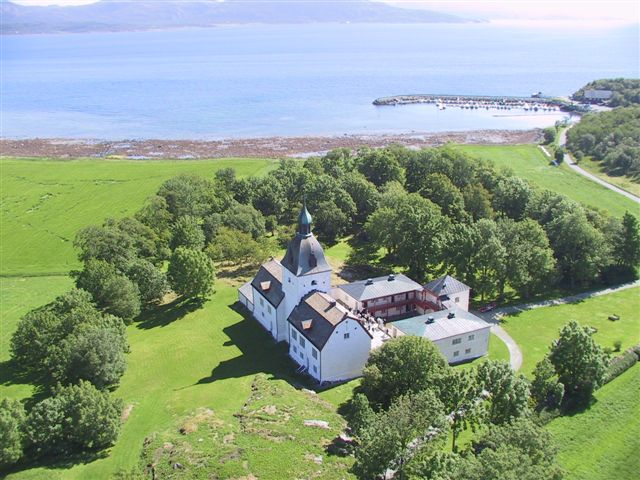
Austråttborgen no Trondheimsfjord é uma das mais antigas quintas norueguesas.

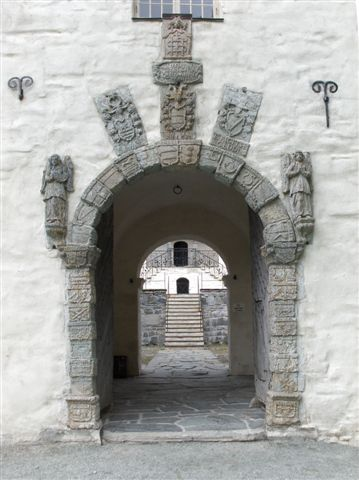
O portão principal da quinta com o brasão de armas gravado em esteatite.

Austrått ou Quinta de Austrått (em norueguês: Austråttborgen) é uma quinta na comuna de Ørland, Trøndelag, Noruega. Desde o século X Austrått tem sido a residência de muitos nobres e oficiais que tiveram um papel importante na história da Noruega. Na documentação histórica Austrått também aparece escrito como Østråt, Østeraat, Østeraad, Austaat e Austråt.
O desenho da quinta tal como existe hoje é atribuído ao chanceler Ove Bjelke, para quem foi construída em 1656. A casa principal ardeu em 1916. As obras de restauro começaram na década de 1920 e acabaram em 1961. A casa da quinta foi anteriormente parte de uma propriedade maior,neste momento a terra é independente da casa. O estado norueguês é o proprietário da casa, que é administrada pelo Nordenfjeldske Kunstindustrimuseum em Trondheim. A quinta está aberta ao público de junho a agosto.
Pensa-se que o nome Austrått deriva do nórdico antigo para oriental e atrás.

## Bibliografia

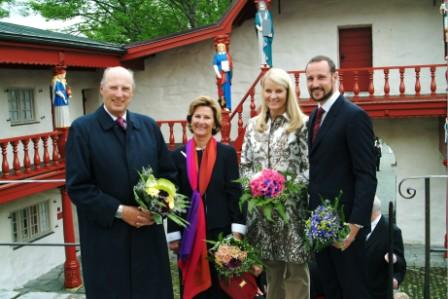
The Norwegian royal family in the courtyard at the head of the stairs to the lower courtyard during a visit 1 July 2006.